# AS Nancy
AS Nancy-Lorraine (normalt bare kendt som AS Nancy) er en fransk fodboldklub fra Nancy i Lorraine, der spiller i Ligue 2. Klubben blev stiftet i 1967 og spiller sine hjemmekampe på Stade Marcel Picot.
Klubbens største triumf kom i 1978, da man vandt den franske pokalturnering Coupe de France. I nyere tid var 2006 et stort år, hvor man med sejr i den mindre Liga-Cup turnering sikrede sig adgang til UEFA Cuppen. Her chokerede klubben ved at slå tyske Schalke 04 ud.

## Kendte spillere
- Michel Platini
- Roger Lemerre